# Županjac
Županjac (cyr. Жупањац) – wieś w Serbii, w mieście Belgrad, w gminie miejskiej Lazarevac. W 2011 roku liczyła 508 mieszkańców.